# Matthew Rush
Matthew Rush, pseudonimo di Gregory Andrew Grove (Huntingdon, 22 settembre 1973), è un attore pornografico statunitense, che lavora in film pornografici gay con un contratto in esclusiva con i Falcon Studios. Inoltre si esibisce come culturista e personal trainer con il suo vero nome.

## Biografia
Nato e cresciuto in Pennsylvania, in un piccolo paese della Contea di Huntingdon, figlio di padre afroamericano e madre tedesca. Effettua gli studi presso la Pennsylvania State University, dove si laurea in fisiologia motoria, terminati gli studi lavora come personal trainer sulle navi da crociera, ma ben presto continua il suo lavoro di personal trainer a Columbus nell'Ohio. Come culturista è stato in competizione ai Gay Games tenutisi a Sydney e Amsterdam.
Il suo debutto nell'industria della pornografia gay avviene nel 2001, dopo aver firmato un contratto con i Falcon Studios viene diretto da Chi Chi LaRue nel suo primo film porno, ovvero Bounce. Rush si definisce versatile, esibendosi sia come attivo sia come passivo. Principalmente nei suoi film si esibisce come attivo, solo poche volte ha ricoperto il ruolo di passivo, in una scena del film Taking Flight, Part 2 con Rob Moroni e nel film From Top to Bottom con Erik Rhodes. Rush è noto anche per le dimensioni notevoli del suo pene, sulle misure reali del suo pene è stato realizzato un dildo tuttora in commercio.
Nel 2007 debutta alla regia, dirigendo il suo primo film porno, Rush & Release. Inusuale per un attore porno in attività, Rush ha lavorato anche in produzioni non porno, nel film televisivo Third Man Out ha recitato al fianco di Chad Allen, mentre nel 2006 è apparso nella commedia Another Gay Movie. Inoltre ha lavorato in alcune produzioni teatrali.
Rush è a capo del "FabScout Live", un intrattenimento dal vivo divisione dell'agenzia per adulti "FabScout". Attualmente vive a Fort Lauderdale in Florida, dove continua la sua attività di personal trainer, parallelamente a quella di porno attore.
Il 19 settembre 2017, viene fermato dalle forze dell'ordine a Broward County, Florida con l'accusa di detenere sostanze stupefacenti.

## Riconoscimenti
- GayVN Awards 2002 – Miglior esordiente[3]
- Grabby Awards 2002 – Miglior esordiente per Alone with... Volume 1
- Grabby Awards 2003 – Miglior scena a due per Deep South: The Big and the Easy, Part 2  con Josh Weston
- Grabby Awards 2006 – Miglior attore di supporto per The Velvet Mafia: Part 1
- Grabby Awards 2010 – Best Versatile Performer[4]
- GayVN Awards 2010 – Best Versatile Performer
- GayVN Award - Hall of Fame

## Filmografia

### Filmografia pornografica
- Into The Woods (1999)
- Alone With... 1 (2001)
- Bounce (2001)
- Hazed (2001)
- Hooked (2001)
- Jocks Videologue 4 (2001)
- Other Side of Aspen 5 (2001)
- Ready For More (2001)
- Aftershock 2 (2002)
- Deep South: The Big and the Easy 2 (2002)
- Defined (2002)
- Splash Shots 3: To The Hilt (2002)
- Best of Chad Hunt (II) (2003)
- Drenched 2: Soaked to the Bone (2003)
- Drenched: Soaking It In (2003)
- Good As Gold (2003)
- Recruits (2004)
- Taking Flight 1 (2004)
- Taking Flight 2 (2004)
- Bootstrap (2005)
- Cross Country 1 (2005)
- Cross Country 2 (2005)
- Heaven To Hell (2005)
- Up All Night (2005)
- Best of Matthew Rush 2 (2006)
- From Top to Bottom (2006)
- Velvet Mafia 1 (2006)
- Velvet Mafia 2 (2006)
- Best of Brad Patton (2007)
- Best Of Matthew Rush (2007)
- Best of Tommy Brandt (2007)
- Dare (2007)
- Falcon Studios 35th Anniversary Limited Edition (2007)
- Pool Parties (2007)
- Riding Hard (2007)
- Best Men 1: The Bachelor Party (2008)
- Best of Blake Harper (2008)
- Best Of Colby Taylor 2 (2008)
- 3D Porn Stars 2 (2009)
- Best of Erik Rhodes 2 (2009)
- Best of Jason Hawke (2009)
- Best of the 2000s (2009)
- Cocks in Paradise (2009)
- Face Fuckers 1 (2009)
- Playing with Fire 4 (2009)
- Private Party 3 (2009)
- Real Men 17: Brief Encounters (2009)
- Rush vs Dragon (2009)
- Affirmative Blacktion (2010)
- Best of Kane O'Farrell (2010)
- Best of Tyler Saint (2010)
- Black Leather 3 (2010)
- Dirty Muscle (2010)
- L.A. Zombie Hardcore (2010)
- Military Secrets (2010)
- Seaside Sex (2010)
- ShowGuys 365: Matthew Rush And Ryan Raz (2010)
- Stag Candy (2010)
- Superstars Rising (2010)
- Whorrey Potter And The Sorcerer's Balls (2010)
- Work Loads (2010)
- Bad Boys Get Spanked and Then Fucked (2011)
- Below the Rim 2: Lick it Clean (2011)
- Black and Friends 2 (2011)
- Black Dream White Cream (2011)
- Mitchell Rock: Mega-Stud (2011)
- Pumped Up Workout (2011)
- So You Think You Can Fuck 3 (2011)
- Takin' It Black (2011)
- Top Service (2011)
- Dream Man (2012)
- Home Invasion (II) (2012)
- Madison Cuntry (2012)
- This is Too Big (2012)
- Middle Aged Beef (2013)
- My Straight Roommate (2013)
- Psycho (2013)
- Sex Gets Better with Age (2013)
- Big Muscle Fucking (2014)
- In the Company of a Man (2014)
- Seasoned Vets (2014)
- Riding Dirty (II) (2015)

## Filmografia non pornografica
- Third Man Out (2005) - Film TV
- Another Gay Movie (2006)
- L.A. Zombie (2010)